# Palacete Piratininga
O Palacete Piratininga, localizado na cidade do Rio de Janeiro, precisamente no endereço da Avenida Rainha Elizabeth, nº 152, no bairro de Copacabana, tem sua edificação preservado através do Projeto de Lei nº 512/2001. E obteve seu tombamento definitivo no ano de 2015, através do Decreto Rio nº 40701.

## Arquitetura
Construído no início da década de 1930, em estilo Art-Déco, possuí cinco andares, nove apartamentos, hall da portaria decorado em mármores branco e preto, uma escadaria na entrada e elevador. O edifício é destinado para uso residencial multifamiliar.
Seus apartamentos possuem de 150 a trezentos metros quadrados, entre três e quatro suítes. É decorado com desenhos de vidro e ferros nas janelas do corredor de cada andar. Seu portão de entrada, apesar de apresentar uma simetria na grade de ferro, não é composto de formas geométricas ou padronizadas. 

## Tombamento
O Palacete Piratininga foi tombado em virtude de ser um exemplar de notável mérito arquitetônico da arquitetura Art-Déco e ser um marco referencial no período de ocupação do bairro de Copacabana, com importância histórica, arquitetônica e cultural deste estilo construtivo para a cidade do Rio de Janeiro.
O tombamento não inclui a totalidade da propriedade, foram incluídas da parte externa, todos os elementos das fachadas, telhados e na parte interna, as escadarias, pisos, serralharias, apliques e revestimentos. Foram excluídos do tombamento à área privativa dos imóveis.